# Rocco Maggi
Rocco Maggi (Crispiano, 4 novembre 1948 – Grottaglie, 29 febbraio 2024) è stato un politico italiano.

## Biografia
Avvocato penalista, fu nominato magistrato onorario nel 1983 e rimase in tale carica fino al 1989. 
Nel 1996 fu eletto alla Camera dei deputati nella XIII legislatura (circoscrizione XXI Puglia, collegio 17 di Martina Franca). Fu iscritto al gruppo parlamentare dei Popolari e Democratici, del cui comitato direttivo fece parte in qualità di esponente del movimento dell'Unione Democratica di Antonio Maccanico. Ricoprì l'incarico di segretario della giunta delle elezioni e fece parte delle commissioni parlamentari della giustizia e contro la corruzione e del comitato bicamerale per l'attuazione ed il controllo degli accordi di Schengen ed Europol. Fu inoltre membro del comitato per la legislazione e della giunta del regolamento.
Nel marzo 1999 aderì a I Democratici di Prodi. Il 16 settembre dello stesso anno divenne presidente della commissione speciale per l'esame della relazione del governo sul programma di riordino delle norme legislative e regolamentari.
Il 22 dicembre del 1999 entrò a far parte del secondo governo D'Alema come sottosegretario alla giustizia (con delega alla direzione generale degli affari civili e delle libere professioni, compresi gli archivi notarili, e alla riforma del diritto societario e al riordino delle libere professioni). Il 27 aprile del 2000 fu confermato nel secondo governo Amato nella medesima carica (con delega alla direzione generale dell'organizzazione giudiziaria e degli affari generali). Fu primo firmatario delle proposte di leggi sulla "Modifica della Costituzione per la separazione delle carriere fra magistratura inquirente e giudicante", su "Abrogazione dell'abuso d'ufficio", su "Regolamentazione delle discoteche e dei locali pubblici assimilati" e sul "Finanziamento del Festival della valle d'Itria di Martina Franca". Fu inoltre relatore della "Nuova disciplina e funzioni della polizia penitenziaria e finanziamento per le carceri speciali e le aule bunker", della legge sulla "Istituzione dell'amministrazione di sostegno per i minorati fisici e psichici" e della legge su "Nuove misure per la violenza nelle manifestazioni sportive". Concluse il proprio mandato parlamentare nel 2001.
Da sempre residente a Grottaglie, presiedette nel biennio 2009-2010 il Rotary Club di Taranto, di cui fu membro dal 1985.